# Waltenheim-sur-Zorn
Waltenheim-sur-Zorn (in tedesco Waltenheim an der Zorn) è un comune francese di 742 abitanti situato nel dipartimento del Basso Reno nella regione del Grand Est.

## Società

### Evoluzione demografica
Abitanti censiti